# Velike Pčelice
Velike Pčelice (izvirno srbsko Велике Пчелице) je naselje v Srbiji, ki upravno spada pod Občino Pivara; slednja pa je del Šumadijskega upravnega okraja.

## Demografija
V naselju živi 614 polnoletnih prebivalcev, pri čemer je njihova povprečna starost 55,3 let (53,7 pri moških in 56,9 pri ženskah). Naselje ima 287 gospodinjstev, pri čemer je povprečno število članov na gospodinjstvo 2,33.
To naselje je, glede na rezultate popisa iz leta 2002, večinoma srbsko.
|  |

| Demografija | Demografija     | Demografija     |
| Leto        | Št. prebivalcev | Št. prebivalcev |
| ----------- | --------------- | --------------- |
|             |                 |                 |
|             |                 |                 |
|             |                 |                 |
|             |                 |                 |
| 1948        | 2145            |                 |
| 1953        | 2104            |                 |
| 1961        | 1890            |                 |
| 1971        | 1579            |                 |
| 1981        | 1302            |                 |
| 1991        | 859             | 848             |
| 2002        | 678             | 673             |
|             |                 |                 |

| Etnična sestava po popisu iz leta 2002 | Etnična sestava po popisu iz leta 2002 | Etnična sestava po popisu iz leta 2002 | Etnična sestava po popisu iz leta 2002 | Etnična sestava po popisu iz leta 2002 |
| -------------------------------------- | -------------------------------------- | -------------------------------------- | -------------------------------------- | -------------------------------------- |
| Srbi                                   | Srbi                                   |                                        | 669                                    | 99,40%                                 |
| Neznano                                | Neznano                                |                                        | 4                                      | 0,59%                                  |